# Kayamkulam

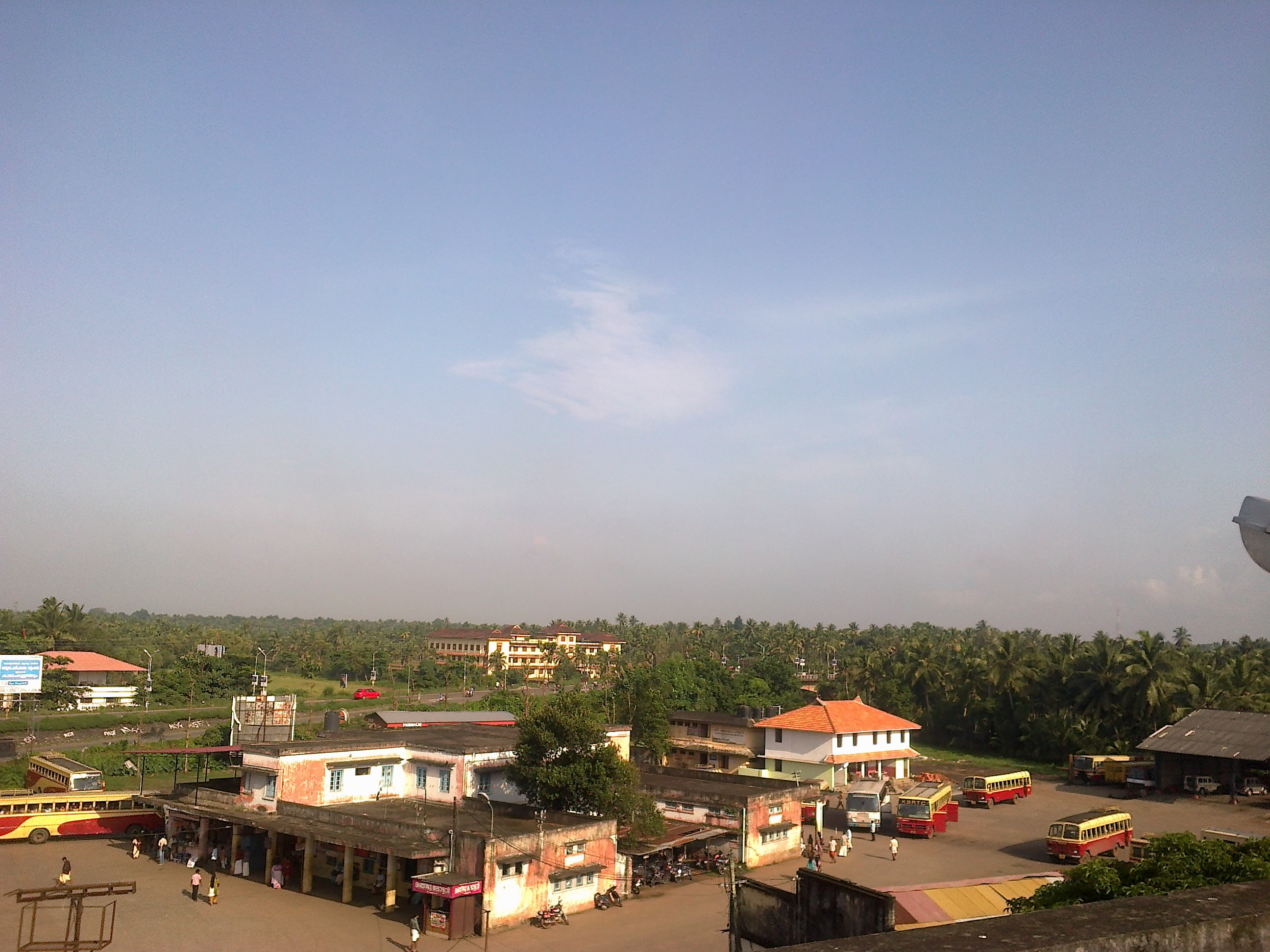
Kayamkulam Bus Stand

Kayamkulam (o Kayankulam, Kayangulam) è una suddivisione dell'India, classificata come municipality, di 65.299 abitanti, situata nel distretto di Alappuzha, nello stato federato del Kerala. In base al numero di abitanti la città rientra nella classe II (da 50.000 a 99.999 persone).

## Geografia fisica
La città è situata a 9° 10' 60 N e 76° 30' 0 E e ha un'altitudine di 7 m s.l.m..

## Società

### Evoluzione demografica
Al censimento del 2001 la popolazione di Kayamkulam assommava a 65.299 persone, delle quali 31.701 maschi e 33.598 femmine. I bambini di età inferiore o uguale ai sei anni assommavano a 7.135, dei quali 3.425 maschi e 3.710 femmine. Infine, coloro che erano in grado di saper almeno leggere e scrivere erano 53.334, dei quali 26.784 maschi e 26.550 femmine.